# Philippe Toussaint Joseph Bordone
Pour les articles homonymes, voir Bordone.
Philippe Toussaint Joseph Bordone, alias « le général Bordone », est un médecin et chirurgien de la marine né le 1er novembre 1821 à Avignon et mort à Paris le 29 février 1892.

## Aperçu biographique
Son père Joseph-Antoine Bordone, né en 1793 dans le Piémont, est un militaire (naturalisé français en 1842) qui atteint le grade de lieutenant. Il prend part aux guerres de la Révolution et de l'Empire. Mutilé lors de la guerre d'Espagne, il est admis à la succursale des Invalides à Avignon. Son fils, Philippe Toussaint Joseph Bordone suit les cours de l'École navale de Toulon puis à Brest, et poursuit des études de médecine à Montpellier. Il soutient sa thèse de médecine intitulée Quelques considérations sur les fractures du crâne à Montpellier en 1848 alors qu'il est chirurgien de deuxième classe de la marine, marié et père d'un enfant. Il participe comme chirurgien à la campagne de Crimée et assiste au siège de Sébastopol.
Revenu exercer la médecine en France, il s'occupe de mécanique militaire et met au point des affûts pour pièces fixes adoptés par la marine.
Il sert en 1860 sous Garibaldi comme commandant du génie.
En 1870, il est nommé chef d'état-major de Garibaldi et général.
Son fils Hippolyte Jiovani Joseph Bordone (né en 1847), sera médecin à Frontignan.

## Œuvres et publications
- Affaire Bordone : procès en diffamation au sujet de l'ouvrage Garibaldi et l'armée des vosges, Librairie de l'Écho de la Sorbonne (Paris), 1872, lire en ligne sur Gallica.
- L'armée des vosges et la commission des marchés: réponse à M. de Ségur, Armand Le Chevalier (Paris), 1873, Texte intégral et lire en ligne sur Gallica.
- Garibaldi et l'armée des Vosges : récit officiel de la campagne, avec documents et quatre cartes à l'appui (Quatrième édition), A. Le Chevalier (Paris), 1873, 617 p., cartes ; in-8, lire en ligne sur Gallica.
- Garibaldi, [drame militaire et historique, en 5 actes et 7 tableaux], (Paris, Théâtre des Nations, 11 décembre 1880), E. Dentu (Paris), 1881, In-18, VII-186 p., lire en ligne sur Gallica.